# العلاقات الإستونية الليتوانية
العلاقات الإستونية الليتوانية هي العلاقات الثنائية التي تجمع بين إستونيا وليتوانيا.

## مقارنة بين البلدين
هذه مقارنة عامة ومرجعية للدولتين:
| وجه المقارنة                                              | إستونيا                                                                             | ليتوانيا                                                    |
| --------------------------------------------------------- | ----------------------------------------------------------------------------------- | ----------------------------------------------------------- |
| المساحة (كم2)                                             | 45.34 ألف                                                                           | 65.30 ألف                                                   |
| عدد السكان (نسمة)                                         | 1.32 مليون                                                                          | 2.79 مليون                                                  |
| الكثافة السكانية (ن./كم²)                                 | 29.11                                                                               | 42.73                                                       |
| العاصمة                                                   | تالين                                                                               | فيلنيوس، كاوناس                                             |
| اللغة الرسمية                                             | اللغة الإستونية                                                                     | اللغة الليتوانية                                            |
| العملة                                                    | يورو، كرون إستوني، كرون إستوني، المارك الإستوني                                     | ليتاس ليتواني، يورو                                         |
| الناتج المحلي الإجمالي (بليون دولار)                      | 25.92 مليار                                                                         | 47.17 مليار                                                 |
| الناتج المحلي الإجمالي (تعادل القوة الشرائية) بليون دولار | 38.11 مليار                                                                         | 84.06 مليار                                                 |
| الناتج المحلي الإجمالي الاسمي للفرد دولار أمريكي          | 17.79 ألف                                                                           | 14.15 ألف                                                   |
| الناتج المحلي الإجمالي للفرد دولار أمريكي                 | 28.14 ألف                                                                           | 27.69 ألف                                                   |
| مؤشر التنمية البشرية                                      | 0.871                                                                               | 0.839                                                       |
| رمز المكالمات الدولي                                      | +372                                                                                | +370                                                        |
| رمز الإنترنت                                              | .ee                                                                                 | .lt                                                         |
| المنطقة الزمنية                                           | ت ع م+02:00، ت ع م+03:00، توقيت شرق أوروبا، أوروبا/تالين ‏، توقيت شرق أوروبا الصيفي ‏ | ت ع م+02:00، ت ع م+03:00، أوروبا/فيلنيوس ‏، توقيت شرق أوروبا |

## مدن متوأمة
في ما يلي قائمة باتفاقيات التوأمة بين مدن إستونية وليتوانية:
- ترتبط مدينة بارنو [الإنجليزية]‏ مع شياولياي باتفاقية توأمة.[18]
- ترتبط Tartu (urban municipality) [الإنجليزية]‏ مع Kaunas City Municipality  [لغات أخرى]‏ باتفاقية توأمة.[19]
- ترتبط راكفير مع بانيفيزيس باتفاقية توأمة منذ 1991.[20][20][21][21]
- ترتبط Türi Parish [الإنجليزية]‏ مع Prienai Eldership  [لغات أخرى]‏ باتفاقية توأمة.[22][23]
- ترتبط مقاطعة لين-فيرو مع مقاطعة بانيفيزيس باتفاقية توأمة.
- ترتبط كوتلا-يارفي مع كيدايني باتفاقية توأمة.
- ترتبط Valga City ‏ مع Radviliškis [الإنجليزية]‏ باتفاقية توأمة.
- ترتبط كايلا (مدينة) مع بيرشتوناس باتفاقية توأمة منذ 6 أبريل 2009.[24][24]
- ترتبط فورو (بلدة) مع Joniškis [الإنجليزية]‏ باتفاقية توأمة.
- ترتبط فيلياندي مع Plungė [الإنجليزية]‏ باتفاقية توأمة.
- ترتبط Jõgeva Parish [الإنجليزية]‏ مع Jonava City Eldership [الإنجليزية]‏ باتفاقية توأمة.[25]
- ترتبط تارتو مع كاوناس باتفاقية توأمة منذ 1993.[26]
- ترتبط تالين مع فيلنيوس باتفاقية توأمة منذ 1993.[27][27][28][28]

## منظمات دولية مشتركة
يشترك البلدان في عضوية مجموعة من المنظمات الدولية، منها:
| علم المنظمة | اسم المنظمة                               | تاريخ انضمام إستونيا | تاريخ انضمام ليتوانيا |
| ----------- | ----------------------------------------- | -------------------- | --------------------- |
|             | الاتحاد الأوروبي                          | 1 مايو 2004          | 1 مايو 2004           |
|             | وكالة ضمان الاستثمار متعدد الأطراف        | 24 سبتمبر 1992       | 8 يونيو 1993          |
|             | منظمة التعاون الاقتصادي والتنمية          | ?                    | 5 يوليو 2018          |
|             | الأمم المتحدة                             | 17 سبتمبر 1991       | 17 سبتمبر 1991        |
|             | مركز تنسيق الحركة في أوروبا ‏              | ?                    | ?                     |
|             | منظمة حظر الأسلحة الكيميائية              | ?                    | ?                     |
|             | منظمة التجارة العالمية                    | ?                    | ?                     |
|             | منظمة الشرطة الجنائية الدولية             | ?                    | ?                     |
|             | مجلس دول بحر البلطيق                      | ?                    | ?                     |
|             | منظمة الأمن والتعاون في أوروبا            | 10 سبتمبر 1991       | 10 سبتمبر 1991        |
|             | مؤسسة التنمية الدولية                     | 11 أكتوبر 2008       | 23 سبتمبر 2011        |
|             | حلف شمال الأطلسي                          | 29 مارس 2004         | 29 مارس 2004          |
|             | يونسكو                                    | 14 أكتوبر 1991       | 7 أكتوبر 1991         |
|             | مجلس أوروبا                               | ?                    | ?                     |
|             | مجلس البلطيق                              | ?                    | ?                     |
|             | Strategic Airlift Capability ‏             | ?                    | ?                     |
|             | الاتحاد البريدي العالمي                   | ?                    | ?                     |
|             | البنك الدولي للإنشاء والتعمير             | 23 يونيو 1992        | 6 يوليو 1992          |
|             | اتفاقية السماوات المفتوحة                 | ?                    | ?                     |
|             | الاتحاد الدولي للاتصالات                  | 19 مايو 1922         | 1 يوليو 1923          |
|             | مؤسسة التمويل الدولية                     | 9 أغسطس 1993         | 15 يناير 1993         |
|             | المنظمة الأوروبية لسلامة الملاحة الجوية   | 2015                 | 2006                  |
|             | المركز الدولي لتسوية المنازعات الاستشارية | 23 يوليو 1992        | 5 أغسطس 1992          |
|             | مجموعة الموردين النوويين                  | ?                    | ?                     |

## أعلام
هذه قائمة لبعض الشخصيات التي تربطها علاقات بالبلدين:
- فيكتوريا باشكيت (لاعبة شطرنج إستونية، 6 أغسطس 1985[38] – )

## وصلات خارجية
- موقع وزارة الخارجية الإستونية
- موقع وزارة الخارجية الليتوانية